# Успенская, Галина Николаевна
Галина Николаевна Успенская (4 марта 1943, Ташкент — 26 августа 2006, Санкт-Петербург) — советский и российский архитектор и педагог, автор книги «Ташкент — прекрасная эпоха». Автор проектов и построенных объектов: жилых и общественных зданий, градостроительных комплексов, генеральных планов городов и поселков. Занималась проектированием частных домов, жилых и общественных интерьеров, ландшафтной архитектурой.

## Биография
Отец — Николай Сергеевич Успенский (Глеб Сергеевич Баранов). пропал без вести под Курском в 1943 году, где воевал в саперных войсках.
Мать — Матрёна Ивановна Рожановская (Землянова) (1910—1980) работала научным сотрудником в Ташкентском ботаническом саду. Жила с матерью и отчимом Станиславом Юлиановичем Рожановским (1901—1974) на улице Учительской (Кары Ниязова, дом 18, квартира 16) в двух комнатах в доме, построенном двоюродным дедом Тимофеем Климентьевичем Земляновым (1863—1929(?)).
В 1961-м поступила в Ташкентский политехнический институт на архитектурный факультет. С 1967-го работала в проектных институтах Ташгипрогор, Ташгенплан, ТашЗНИИЭП архитектором и научным сотрудником. В 1967—1970 была замужем за Михаилом Ивановичем Смирновым, в 1968-м родился сын Антон. В 1970-м принята в члены Союза Архитекторов. В 1971-м была зачислена в аспирантуру Института искусствознания имени Хамзы Хаким-заде Ниязи «без отрыва от производства». В том же году вышла замуж за Анатолия Израилевича Лисса. Производила социологическое обследование традиционной застройки Бухары.
В 1974-м трагически погиб отчим С. Ю. Рожановский. В 1975-м по своей инициативе перевезла семью в Рязань. Работала архитектором в проектном институте Рязангражданпроект. В 1976-м прошла курсы повышения квалификации по градостроительству в Московском архитектурном институте. В 1980-м умерла мать М. И. Землянова-Рожановская. В 1983-м перешла на работу в Рязанское художественное училище преподавателем специальных дисциплин: основ архитектуры, материаловедения, архитектурно-строительного черчения, композиции. Автор проекта программы «Основы архитектуры» для оформительского отделения РХУ, методической разработки «Выставочная экспозиция в интерьере». Использовала в работе практику архитектурных пленеров, посещая со студентами памятники архитектуры Рязанской области. В 1985-м распался второй брак. В конце 1986-го тяжело заболела, через полгода признана инвалидом II группы, уволилась с работы.
С 1989-го вернулась к архитектурному творчеству, участвовала в конкурсах и выставках, несмотря на частые болезни и операции. В 1990-м заняла 1 место на Всесоюзном архитектурно-скульптурном конкурсе «Слава советской женщине» для города Рязани (совместно со скульптором Раисой Лысениной и художником Антоном Успенским). С 1997-го занималась преимущественно частным интерьером и ландшафтной архитектурой. По ее проектам было построено 17 частных, торговых и общественных интерьеров, завершено 9 ландшафтных проектов различного масштаба — от усадеб до крупных жилых кварталов. Была участником и номинантом международных, всесоюзных, российских, региональных и городских конкурсов, фестивалей и выставок архитектуры. В 1997-м за творческую активность удостоилась стипендии правления Союза Архитекторов России.
В 2003-м появились признаки последней болезни. В 2004-м переехала к сыну в Петербург. Операция подтвердила смертельный диагноз, после чего прожила чуть больше двух лет. Записывала воспоминания, разработала эскиз частного интерьера. Последние девять месяцев была прикована к постели, умерла 26-го августа 2006-го, похоронена на Павловском кладбище (3 сектор, 20 ряд, 17 место).
В 2008-м издана книга «Ташкент — прекрасная эпоха»(СПб: Новый мир искусства. Составитель А. М. Успенский), в которую вошли рассказы, воспоминания, заметки Г. Н. Успенской. ISBN 978-5-902640-06-6.
В 2017-м произведения Г. Н. Успенской — графические листы из проекта архитектурно-скульптурного комплекса «Слава советской женщине» (1990) и фотографии архитектурного проекта «Реконструкция центрального рынка в г. Рязани» (1997) были приняты на хранение в «Рязанский историко-архитектурный музей-заповедник».

## Публикации
- Научные отчеты «Социологическая и демографическая структура исторических городов Самарканда, Бухары, Хивы» (соавтор) — научные сборники «ТашЗНИИЭП», 1974—1976.

- Статья «Проект ландшафтного парка для г. Рязани» — журнал «Ландшафтная архитектура» № 6-7, 1992.